# Locomotiva FS 999
Le locomotive FS 999 costituivano un eterogeneo gruppo di locomotive a vapore che venne creato dalle Ferrovie dello Stato per raccogliere alcune macchine acquisite dalla nazionalizzazione delle varie società private aventi caratteristiche e prestazioni simili ma di varia provenienza e costruzione.

## Storia
Le locomotive del gruppo erano di vario tipo anche se di caratteristiche similari, costruite per la FPC, che a partire dal 1959 vennero acquisite ed immatricolate nel parco rotabili FS. Il gruppo 999 nacque proprio allo scopo di raggruppare sotto un'unica voce queste 6 locomotive a tre assi accoppiati differenti tra loro, anche se di prestazioni simili e non inquadrabili in nessuno dei gruppi omogenei. 
Le macchine erano state costruite, inoltre, da varie fabbriche tra cui la prestigiosa Henschel & Sohn di Cassel.
La velocità massima della locomotiva era di 40 km/orari. La 999.006, già 812.006 FS, venne ceduta nel 1920 alla FCP, mantenendo il numero di matricola; venne poi ceduta da questa alle FS nel 1959 ed immatricolata 999.006.

## Caratteristiche
La locomotiva 999.005 era del gruppo T3, tipo MIII-4e, costruita da Henschel in Germania; era a vapore saturo a doppia espansione. Il rodiggio era di tipo "C" a tre assi accoppiati.
La distribuzione era del tipo Allan.
La locomotiva, immatricolata 5, era stata di proprietà della Ferrovia Massa Marittima-Follonica (FMF) che l'aveva ceduta poi alla ferrovia Poggibonsi-Colle Val d'Elsa (FPC), mantenendo il numero di matricola, e nel 1959 era passata alle FS con tutta la linea suddetta.

## Locomotive del gruppo 999
- 999.001, ex 1 FCP
- 999.002, ex 2 FCP
- 999.003, ex 3 FCP
- 999.004, ex 4 FCP
- 999.005, Locomotiva Gruppo T3 di costruzione Henschel[2], già 5 FMF, ex 5 FCP
- 999.006, già 812.006 FS, ex FCP 812.006

La locomotiva 999.005 è stata riprodotta in scala H0 da Fleischmann con il numero di catalogo 401003.